# Пальто

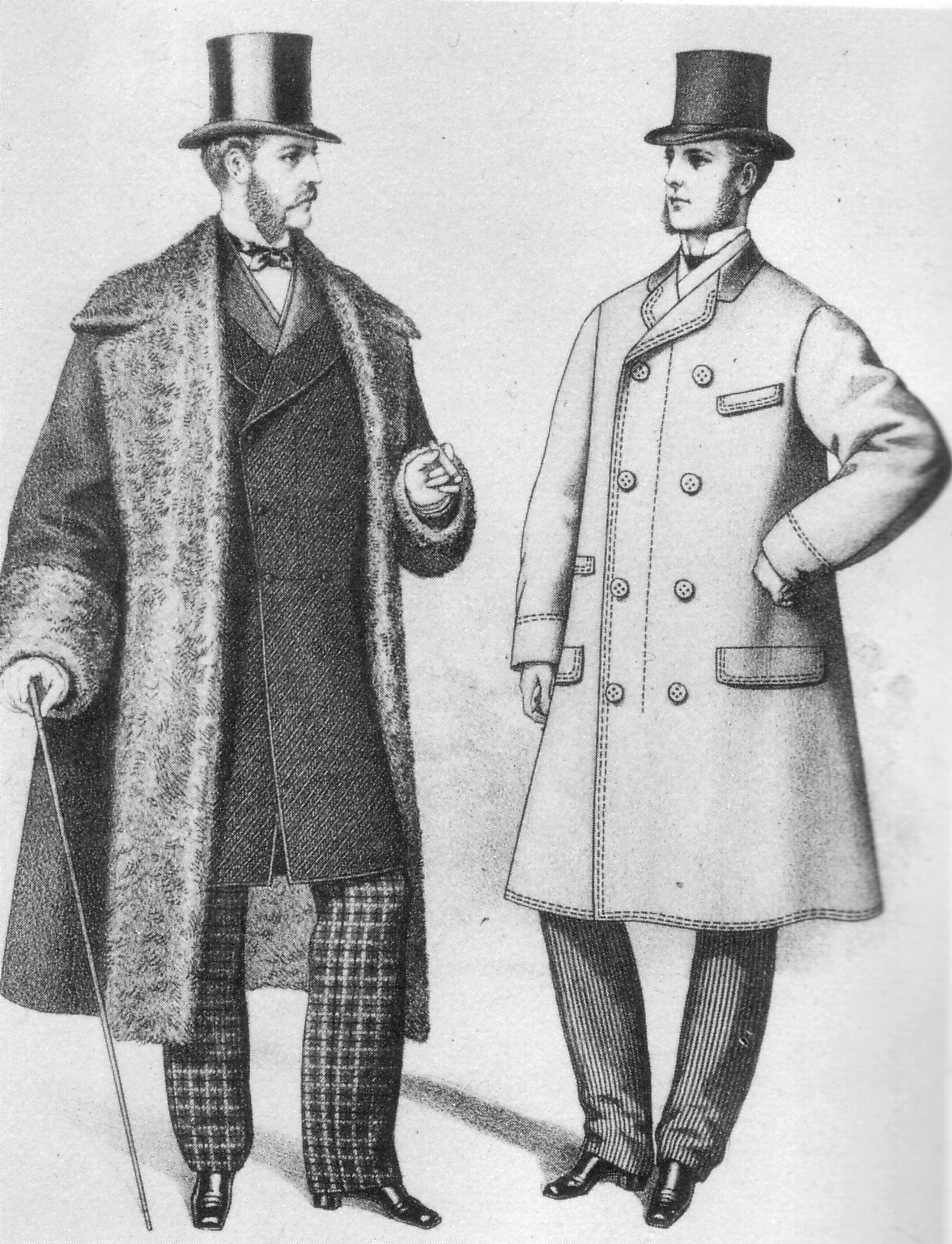
Пальто образца 1872 года

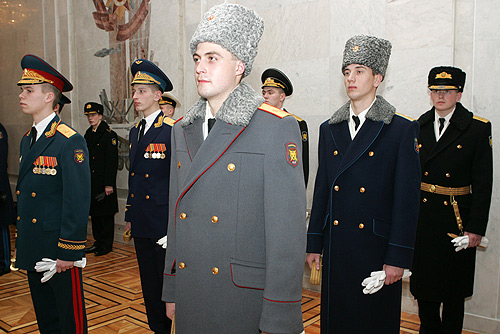
Пальто военнослужащих ВС России (на переднем плане). 2008

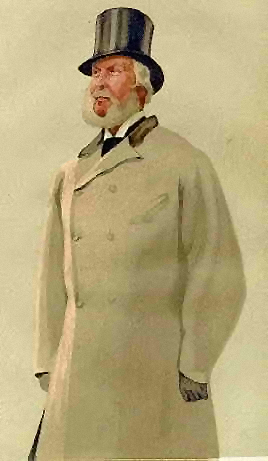
Мужское пальто, 1876 год

Пальто́ (от фр. paletot) — разновидность мужской и женской верхней одежды для прохладной и холодной погоды. Традиционно длинное и шьётся из шерстяного сукна, в современности популярны также полупальто, которые как правило немногим длиннее пиджака. Для пошива помимо традиционной шерсти могут использоваться твид, драп, кашемир, креп, букле, хлопчатобумажные ткани. Тип ткани и подкладки влияет на сезонность пальто. Оно может быть однобортным или двубортным. Однобортные пальто имеют от 3 до 5 пуговиц, двубортные — от 4 до 8.

## История пальто
Пальто произошло от средневековой одежды с вырезами для рук и рукавами — дублета, а также от исторического плаща (хламиды), который был универсальной верхней накидкой на протяжении тысячелетий, шился из натуральной шерсти, имел капюшон и застёгивался булавкой (фибулой) у горла. Плащ был верным спутником странников в долгих и трудных дорогах, где непогода в виде метелей и ливней была обычным делом.
Первый прототип пальто в его современном понимании был покроен в Испании XVII века. Здесь оно было крестьянской одеждой, которая называлась palletoque и представляла собой плащ с капюшоном. Такое название образовалось от сочетания слов pallium — «просторный плащ» и toque — «головной убор»). В Голландии, которая в этот период находилась под испанским контролем, этот плащ с капюшоном становится дворцовой одеждой (palastrock). Во Франции же появляется свой paletot, но теперь уже как верхняя армейская одежда.
Прототипом классического пальто стал редингот — появившийся в середине XVIII века сюртук для верховой езды. Он имел рукава, застёжку на пуговицах впереди, воротник и лацканы, полы с разрезом — то, что и сейчас является атрибутами классической мужской одежды. Редингот стал весьма популярен и его стали носить повседневно. Уже в XIX веке начинают появляться различные виды пальто. Истории их возникновения схожи — известные аристократы заказывали себе индивидуальный дизайн и он входил в моду. Пальто той эпохи были длинными и закрывали колени — первостепенной была практичность изделия, его способность утеплить хозяина, защитить от дождя и ветра.

### Пальто в вооружённых силах
Существует негласное правило, в соответствии с которым сухопутные войска обычно использовали однобортные пальто, а военно-морские подразделения — двубортные. Это связано с тем, что «морские варианты» утеплённой одежды изначально, ещё с эпохи парусного флота, можно было застегнуть как слева направо, так и справа налево (для чего и был предусмотрен второй ряд пуговиц и второй ряд петель). Подобное перезастегивание было весьма функциональным: во время стояния вахты на открытой палубе ветер мог дуть как слева, так и справа.
Пальто продолжали использоваться в вооружённых силах до середины 1940-х — 1950-х годов, после чего были признаны устаревшей и непрактичной одеждой для вооружённых сил. В то же время в некоторых странах с суровым климатом (например, в России), они по-прежнему используются для армейских и флотских нужд. В ВС России введены двубортные пальто оливкового цвета для сухопутных войск, синего для ВВС и ПВО, чёрного для ВМФ, которые носятся с эмблемами по роду войск, погонами и нарукавными знаками. Для офицеров и прапорщиков предусмотрен съемный меховой воротник (для генералов и полковников — из каракуля) и подкладка.

## Виды пальто

### По бортам и пуговицам
- Однобортное на 3 пуговицах
- Однобортное на 4 пуговицах
- Однобортное на 5 пуговицах (застёжка под горло), лацканов не имеет, кроится с воротником рубашечного типа

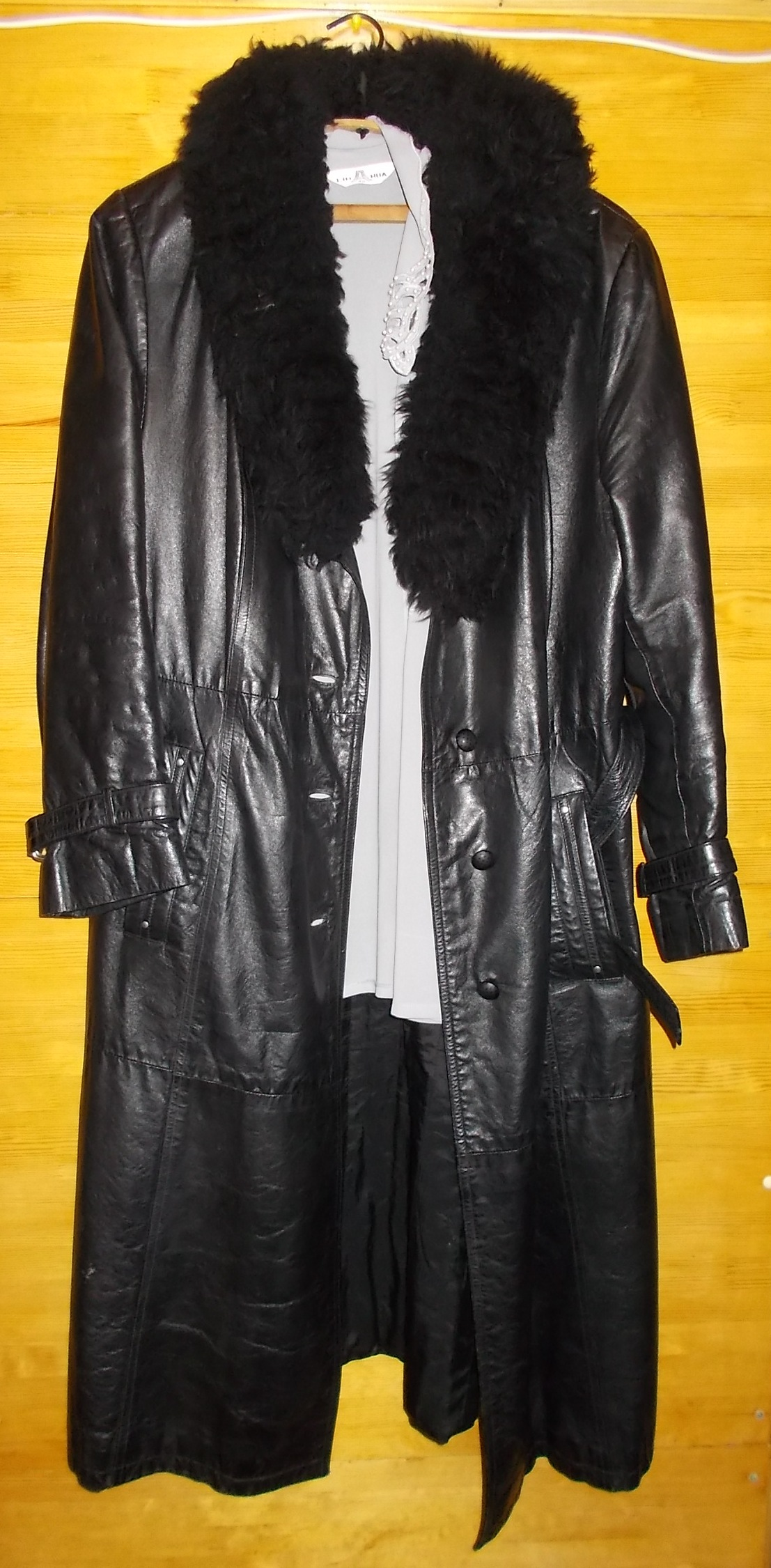
Кожаное пальто

- Двубортное на 6 пуговиц
- Двубортное на 8 пуговиц

### По моделям
- Честерфилд — классическое однобортное пальто на три пуговицы, иногда воротник может отделываться бархатом. Крой прямой, карманы с клапанами, манжеты отсутствуют. Названо в честь Джорджа Стэнхоупа, 6-го графа Честерфилда, который заказал себе такую модель в середине XIX века[1].
- Коверкот — более грубая и практичная разновидность Честерфилда, использовалась для верховой езды, охоты и в скверную погоду. Впервые было создано в 1890 году. Шьётся из одноимённой ткани, представляющей собой плотное шерстяное сукно из коричневых, жёлто-коричневых и кремовых нитей в тонкую диагональную полосу. Манжеты, как правило, прострочены не один, а 4-5 раз, а застёжка супатная (скрытая). Цвет изделия может быть серо-коричневый, бежевый, светло-коричневый, с зеленоватым оттенком. Длина такого пальто всегда выше колена, примерно 75-100 см[2][1].
- «Пальто», оно же классическое двубортное деловое пальто. Именно эта модель называется словом paletot в англоязычном мире. Такое пальто довольно строгое, не имеет пояса, хорошо сочетается с деловым костюмом. Цвет обычно серый, угольно-серый, тёмно-синий или чёрный. Как правило, две верхние пуговицы смещены по диагонали и являются декоративными[1].
- Поло — классическое американское двубортное пальто свободного покроя, имеет широкие лацканы, накладные карманы, пояс о двух пуговицах сзади на талии и манжеты на рукавах. Пуговицы расположены в три ряда, верхний из которых декоративный. Изначально носилось английскими аристократами, игравшими в поло и представляло собой халат с затяжным поясом на талии и врезными карманами с клапанами. В 1915 году Brooks Brothers выпустили обновлённую вариацию, которая больше напоминает Ольстер с ремнём по талии. Современная версия с обновлённым кроем появилась в 1920- е гг. В 1930—1950-е годы такое пальто было очень популярно в Америке, но в итоге его популярность упала, когда появились практичные плащи с отстёгиваемой застёжкой. В 1980-х годах был недолгий всплеск популярности, сегодня такое пальто в продаже редко. Традиционно шьётся из тканей песочного цвета. Традиционный состав — 100 % верблюжья шерсть, однако позднее появились и вариации с 50 % верблюжьей шерсти и 50 % овечьей шерсти. Пальто Поло популярно в стиле преппи — стиле студентов американской Лиги Плюща[3][1].
- Ольстер — двубортное пальто с высоким отложным воротником, накладными карманами и манжетами. Как правило длинное, закрывает колени. Сзади на талии прошивается пояс на двух крупных пуговицах. Названо в честь места происхождения — ирландской провинции Ольстер. Ранние модели появились в 1870-е годы и сильно отличаются от современных разными типами кроя и наличием пелерины — наплечной накидки для защиты от непогоды. Тогда они могли быть как однобортными, так и двубортными. Длина — до середины голени или по щиколотку. В 1890-е годы появились версии беp пелерины, а с 1910-х гг. они стали весьма распространены. В это же время пальто Ольстер приобретает свой узнаваемый вид. С 1930-х гг. такие пальто переживают новый всплеск популярности, однако позднее он спал, как и для пальто Поло. Сейчас в продаже такая модель редка[4][1].
- Реглан — вариация Честерфилда, в которой плечо и рукав сделаны из одного отреза ткани и между ними нет шва.
- Бушлат — короткое двубортное пальто, популярное среди моряков. Имеет широкий воротник и лацканы, крупные металлические пуговицы.
- Шинель — плотное тёплое пальто, характерное для сухопутных войск XIX—XX вв. Отличается особо широкими лацканами и воротником практически на всю грудь, поясом на талии сзади, рукавами с манжетами.
- Британская тёплая шинель — двубортное пальто со «стоящими» лацканами, эполетами на плечах и коричневыми кожаными пуговицами, в длину доходящее до колена. Традиционный цвет — серо-коричневый.
- Дафлкот — однобортное пальто прямого силуэта длиной три четверти из плотной шерстяной ткани с капюшоном. Также отличительными чертами дафлкота являются оригинальная застёжка на четыре крупных деревянных или костяных пуговицы «моржовый клык» через петли из кожи или текстильного шнура, подкладка в клетку-шотландку, и глубокие накладные карманы прямоугольной формы с клапанами.
- Балмакаан — однобортное пальто с коротким воротником, полной длины, и рукавами типа «реглан», а также часто с супатной застежкой. Изготавливается из грубой шерсти. Получило название по имени охотничьих угодий недалеко от г. Ивернес, Шотландия.
- Кожаное пальто — пальто выполненное из кожи, может быть коротким либо длинным. Как правило, достаточно устойчивое к механическим повреждениям, а также атмосферным осадкам. Может быть исполнено как в мужском, так и в женском вариантах. Имеет довольно консервативный вид. Дополнительно пользуется спросом как рабочая спецодежда или как военная форма.